# Joanna Orzeszkowska
Joanna Orzeszkowska-Kotarbińska (ur. 29 grudnia 1948, zm. 22 października 2013) – polska aktorka dubbingowa, teatralna i filmowa oraz dialogistka.

## Życiorys
W 1970 ukończyła studia na PWST w Warszawie. W latach 1970–1975 występowała w Teatrze Telewizji, a także w Teatrze im. Wojciecha Bogusławskiego w Kaliszu, Teatrze Dramatycznym w Warszawie, Teatrze Nowym w Warszawie, Teatrze im. Adama Mickiewicza w Częstochowie i Teatrze Polskim w Bielsku-Białej.

## Dubbing
- 2009: Balto II: Wilcza wyprawa – Aniu
- 2004: Shrek 2 - Prezenterka telewizyjna
- 2004: Koszmarny Karolek – Pani Kat-Toporska
- 2004: Wyprawa po świąteczne pisanki
- 2004: Lilli czarodziejka –
  - Nessi (odc. 7)
  - Wódz Wikingów (odc. 10)
- 2003: Małgosia i buciki – Babcia Koza (odc. 27b)
- 2002–2004: Bajki świata
- 2002: Karlsson z dachu
- 2002: Wakacje, wakacje i po wakacjach Franklinie – Mama
- 2001–2004: Bliźniaki Cramp –
  - Babcia (odc. Fortepian babci),
  - Pani Winkle
- 2001: Andzia
- 2001: Czarodziejskie święta Franklina – Mama
- 2000−2003: Weterynarz Fred – Papuga
- 2000: Franklin i zielony rycerz
- 1999–2006: Bob Budowniczy – Koparka
- 1999–2000: Fantaghiro
- 1998–2001: Histeria
- 1998: Papirus
- 1997−2000: Czternaście bajek z Królestwa Lailonii Leszka Kołakowskiego
- 1997–1999: Jam Łasica
- 1997: Witaj, Franklin – Mama
- 1996–1998: Kacper – Pani Banshee
- 1996–1997: Walter Melon
- 1995–1997: Freakazoid! –
  - Pani Cenzorka,
  - różne głosy
- 1993–1998: Animaniacy
- 1992–1994: Mała Syrenka – krokodylica Flo (odc. 12)
- 1991: Piękna i Bestia
- 1990–1994: Szczenięce lata Toma i Jerry’ego
- 1989–1993: Owocowe ludki
- 1981–1989: Smerfy – Hogata
- 1975: Pszczółka Maja
- 1972: Pinokio
- 1969–1970: Scooby Doo, gdzie jesteś?
- 1960–1966: Flintstonowie

## Filmografia
- 2005: Boża podszewka II
- 2003: Na Wspólnej – Zofia Kwiecień
- 2002: Rób swoje, ryzyko jest twoje – Przewodnicząca komisji konkursowej
- 2000: Prymas. Trzy lata z tysiąca – strażniczka w Grudziądzu
- 1999: Na dobre i na złe – Kobieta oglądająca mieszkanie Walickich
- 1997: Klan – Lekarz okulista
- 1993: Kraj świata – Reporterka
- 1976: Blizna – córka Bednarza
- 1971: Podróż za jeden uśmiech – Autostopowiczka
- 1970: Pejzaż z bohaterem

## Dialogi polskie
- 2006–2007: Gruby pies Mendoza (odc. 2-3, 5)
- 1997–2004: Johnny Bravo (odc. 4)
- 1998: Eerie, Indiana: Inny wymiar (odc. 7, 9-10)
- 1997: Niedźwiedź w dużym niebieskim domu (odc. 11)
- 1991–1992: Trzy małe duszki

## Tekst piosenki
- 2006–2007: Gruby pies Mendoza (odc. 5)

## Nagrody
- 1976 – nagroda za rolę Antolki w przedstawieniu „Wijuny” Teresy Lubkiewicz-Urbanowicz w Teatrze Nowym w Poznaniu.
- 1976 – Medal poznańskiej Galerii Nowej za szczególne osiągnięcia aktorskie w roku 1975.